# مروان فيلايني
مروان عبد اللطيف فيلايني (بالفرنسية: Marouane Fellaini)‏؛ مواليد 22 نوفمبر 1987 في إيتربيك، بروكسل، بلجيكا، هو لاعب كرة قدم بلجيكي سابق من أصل مغربي، يلعب لنادي شاندونغ لونينغ ومنتخب بلجيكا لكرة القدم فئة الشباب كلاعب وسط. بدأ مروان عبد اللطيف فيلايني مسيرته الرياضية عام 1994 وهو ذو ثمان سنوات مع اندرلخت. وكانت رياضته المفضلة ألعاب القوى تخصص 10،000 متر. انتقل عام 2008 إلى نادي ايفرتون الإنجليزي وفي سنة 2013 بعد محاولات من نادي مانشيستر يونايتد في بداية الانتقالات الصيفية أستطاع النادي الإنجليزي استقطاب اللاعب البلجيكي في شهر سبتمبر بمبلغ قدر بـ £27.5 مليون جنية استرليني ليكون لاعبآ في النادي الأحمر.
يتميز مروان في عدة استعمالات في خطة اللعب ويلعب كمحور متقدم وصانع لعب كما أنه يستطيع اللعب كـمهاجم ثانً كما انه يتميز بطول القامة الذي يميزه بالكرات الرأسية (194سم).

## مسيرة الأندية

### ستاندار لييج
في سن ال 17، وقع أول عقد له مع ستاندار لييج.
بين عامي 2006 و2008، لعب 84 مباراة مع النادي وسجل 11 مرة.
وهو معروف بقدرته على التحمل، والتي جعلت منه واحدا من أفضل لاعبي خط الوسط المحوري في دوري الدرجة الأولى البلجيكي وأسفر ذلك فوزه بجائزة حذاء الأبنوس في عام 2008، وهي جائزة تمنح لأفضل لاعب في الموسم من أصل أفريقي.

### إيفرتون
بعد رفض العروض المقدمة من مانشستر يونايتد، استون فيلا، ريال مدريد، توتنهام هوتسبير وبايرن ميونيخ، وقع فيلايني لإيفرتون في سبتمبر 2008 على صفقة لمدة خمس سنوات من ستاندرد لييج مقابل رسوم نقل أولية 15 مليون جنيه إسترليني (في ذلك الوقت رقم قياسي للاعب البلجيكي وما زال بالنسية لنادي لايفرتون).
لعب لأول مرة في ايفرتون في الفوز 3-2 على ستوك سيتي في 14 سبتمبر 2008، وسجل أول هدف له مع الفريق ضد نيوكاسل يونايتد 2-2 في التعادل في 5 أكتوبر 2008.
في الفترة التي قضاها في انكلترا أصبح يعرف جيدا لتسريحة شعره الأفرو الكبيرة، وأصبح الاعب المفضل لجماهير ايفرتون.
تم استخدام فيلايني كمهاجم ثاني خلال موسم 2008-09 وعادة ما يلعب وراء لاعب خط الوسط خلف المهاجمين.

### مانشستر يونايتد
يوم 2 سبتمبر عام 2013، وقع فيلايني على عقد مدته خمس سنوات، حيث لم الشمل مع ديفيد مويس المدير السابق في مانشستر يونايتد وبلغت قيمة الصفقة 27,5 مليون £.
لعب لأول مرة للنادي في 14 سبتمبر في الفوز 2-0 ضد كريستال بالاس كبديل عن أندرسون.
و لعب لأول مرة في دوري أبطال أوروبا يوم 17 سبتمبر في الفوز 4-2 ضد باير ليفركوزن.

## الإنجازات
- أفضل لاعب في الدوري البلجيكي
- أفضل لاعب بلجيكي من أصل إفريقي مغاربي
- أفضل لاعب في الدوري الإنجليزي مع إيفرتون سنة 2009 - 2008
- أفضل لاعب في الدوري الإنجليزي الممتاز لاعب الشهر في الدوري الإنجليزي مع مانشستر يونايتد سنة 2012

### الألقاب الجماعية
| النادي أو المنتخب | البطولة         | الفوز | المواسم     |
| ----------------- | --------------- | ----- | ----------- |
| أندرلخت           | الدوري البلجيكي | فائز  | 2007 - 2008 |
| ايفرتون           | كأس انجلترا     |       | 2008 - 2009 |
| مانشستر يونايتد   | كأس انجلترا     | بطل   | 2015 - 2016 |
| شاندونغ لونينغ    | الدوري الصيني   | بطل   | 2021        |

ساهم فيلايني في تحقيق درع الاتحاد الإنجليزي والدوري الأوروبي 2017 مع مانشستر يونايتد سنة 2016 -2017
وساهم الاخير في تحقيق الدوري الصيني مع شانتونغ لونينغ الصيني في تحقيق الدوري الصيني عام 2021

## روابط خارجية
- مروان فيلايني على موقع IMDb (الإنجليزية)
- مروان فيلايني على موقع الاتحاد الدولي (مؤرشف)  (الإنجليزية)
- مروان فيلايني على موقع الاتحاد الأوربي (الإنجليزية)
- مروان فيلايني على موقع الاتحاد البلجيكي (الإنجليزية)
- مروان فيلايني على موقع قاعدة بيانات كرة القدم.إي يو (الإنجليزية)
- مروان فيلايني على موقع ليكيب (الفرنسية)
- مروان فيلايني على موقع ناشيونال فوتبول تيمز (الإنجليزية)
- مروان فيلايني على موقع Soccerbase.com (لاعب) (الإنجليزية)
- مروان فيلايني على موقع Soccerway.com (الإنجليزية)
- مروان فيلايني على موقع عالم كرة القدم.نت (الإنجليزية)
- مروان فيلايني على موقع أوليمبيديا (الإنجليزية)